# Austin 12/6
La 12/6 è un'autovettura prodotta dall'Austin dal 1931 al 1937 in 30.316 esemplari. Per differenziarla dalla quasi omonima Austin 12, che fu prodotta precedentemente, la vettura era anche conosciuta come  Austin Light 12/6, mentre l'altro modello citato fu in seguito rinominato, per lo stesso motivo, Austin Heavy 12.
Nel mercato automobilistico britannico, durante i primi anni trenta, erano in voga le vetture con motori a sei cilindri in linea di bassa cilindrata, e la 12/6 ne era un esempio. Il propulsore installato sul modello era a valvole laterali e possedeva inizialmente una cilindrata di 1.496 cm³. Dal 1934 fu disponibile, come optional, un nuovo motore da 1.711 cm³, che venne ottenuto da quello precedentemente menzionato aumentando l'alesaggio a 65,5 mm.
Inizialmente era montato un cambio a tre rapporti, ma dal 1932 fu aggiunta all'offerta come optional la quarta marcia, che diventò di serie dal 1934. Venne introdotto il cambio sincronizzato per la terza e quarta marcia nel 1934, e per la seconda nel 1935.
Il telaio era convenzionale. Le sospensioni erano a balestra semi-ellittica sulle quattro ruote, ed era installato un assale rigido sia all'avantreno che al retrotreno.
Erano offerte diverse carrozzerie; all'inizio erano disponibili due tipologie di berline, una classica ed un'altra in acciaio stampato con sei finestrini laterali (tre per parte). Quest'ultima era chiamata Harley. Nel 1932 la prima carrozzeria menzionata fu ritirata dal mercato, ma vennero aggiunte due corpi vettura aperti tipo torpedo a due o quattro posti. Nel 1934 venne lanciata sul mercato la Ascot, che possedeva una carrozzeria berlina con bagagliaio. L'anno successivo la Harley fu tolta dal mercato. Nello stesso anno (1935) il copriradiatore cromato venne rimpiazzato da uno in tinta con la carrozzeria.
Una versione sport fu aggiunta nel 1933. Essa possedeva un telaio ribassato ed un motore con un rapporto di compressione aumentato. Di questa versione erano disponibili carrozzerie torpedo e berlina, che erano caratterizzate da un radiatore spiovente. Le versioni chiuse possedevano quattro finestrini laterali (due per parte).
Il telaio della 12/6 venne condiviso dal 1933 con l'Austin 12/4.